# Zavereșîțea, Horodok
Zavereșîțea (în ucraineană Заверешиця) este un sat în comuna Povitno din raionul Horodok, regiunea Liov, Ucraina.

## Demografie
Componența lingvistică a localității Zavereșîțea
     Ucraineană (99,86%)
     Alte limbi (0,14%)
Conform recensământului din 2001, majoritatea populației localității Zavereșîțea era vorbitoare de ucraineană (99,86%), existând în minoritate și vorbitori de alte limbi.